# NGC 5330
NGC 5330 ist eine Elliptische Galaxie vom Hubble-Typ E3 im Sternbild Wasserschlange südlich der Ekliptik. Sie ist schätzungsweise 207 Millionen Lichtjahre von der Milchstraße entfernt und hat einen Durchmesser von etwa 45.000 Lj. wahrscheinlich bildet sie gemeinsam mit NGC 5328 ein gravitativ gebundenes Galaxienpaar.
Das Objekt wurde am  25. März 1887 von Lewis A. Swift entdeckt.